# Nissan Evalia
Der Nissan Evalia  ist ein Kleinbus des Automobilherstellers Nissan auf Basis des Nissan NV200. In Japan wird er in ähnlicher Ausführung noch mit dem Namen des Vor-Vorgängers als Nissan Vanette  produziert und verkauft. Zum NV200 unterscheidet sich der Evalia nur in wenigen Ausstattungsdetails innen und außen. Der Grill ist beim Evalia verchromt und der Stoßfänger, die Türgriffe und die Außenspiegel sind in Wagenfarbe lackiert. Zusätzlich sind die hinteren Seitenscheiben schwarz getönt und statt Heckflügeltüren hat er eine Heckklappe. Der Evalia wurde für Europa gemeinsam mit dem NV200 bei Nissan Motor Ibérica in Barcelona produziert.

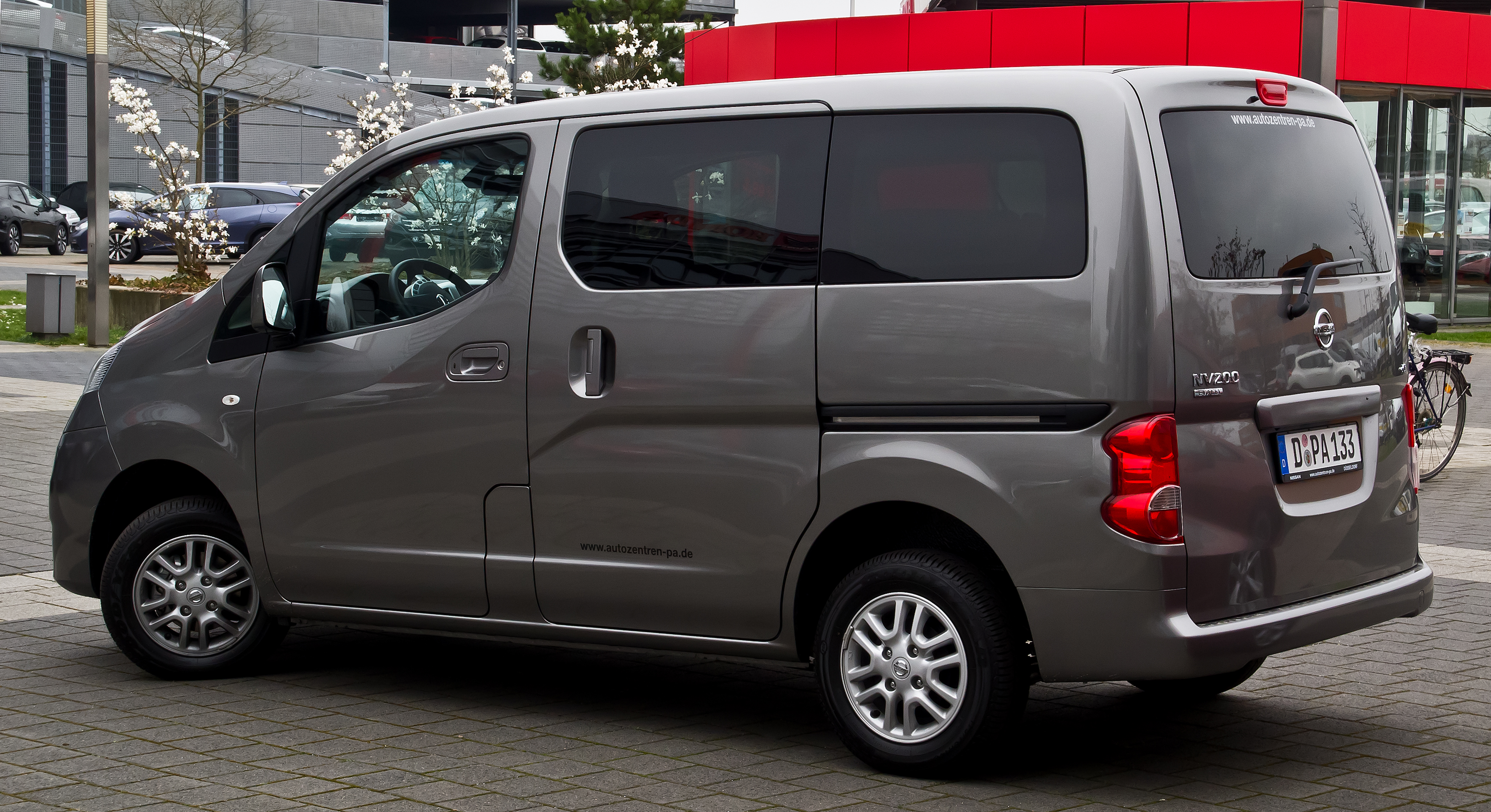
Heckansicht

Die Markteinführung war im September 2010 auf dem spanischen Markt. Ab Mai 2011 wurde der Evalia in ganz Europa angeboten. Zusätzlich zu dem Motorenangebot des NV200 war ein Dieselmotor mit 1,5 Litern Hubraum und 81 kW (110 PS) erhältlich. Gegenüber dem NV200 verfügt der Evalia über hochwertigere Materialien im Innenraum und auch eine vollständige Verkleidung des Innenraums. Die Instrumente sind in Aluminiumrahmen eingepasst. Vorne gibt es zwei Einzelsitze und in der Mitte eine wegklappbare bzw. versenkbare Zweier-Sitzbank und einen Einzelsitz. Auf Wunsch konnten für die dritte Reihe zwei weitere seitlich wegklappbare Einzelsitze geordert werden. Bei Nutzung aller sieben Sitzplätze verbleibt ein Kofferraumvolumen von 280 Litern; sind die hinteren beiden Sitze weggeklappt, beträgt das Ladevolumen rund 890 Liter. Wird auch die mittlere Sitzreihe weggeklappt, stehen knapp 1500 Liter zur Verfügung. Die Vorderräder sind einzeln an Querlenkern und MacPherson-Federbeinen aufgehängt. Der vordere Achsschemel ist über Gummilager von der Fahrgastzelle abgekoppelt, was Vibrationen und Abrollgeräusche mindert.
Die Serienausstattung umfasst Fahrer-, Beifahrer- und Seitenairbags, Elektronisches Stabilitätsprogramm, Antiblockiersystem, Elektronische Bremskraftverteilung und Bremsassistent. Außerdem eine manuell regelbare Klimaanlage, ein CD-Radio-mit Bluetooth Freisprecheinrichtung und USB-Schnittstelle, sowie schlüssellosem Zugang mittels Intelligent Key, eine  Rückfahr-Kamera, Aluminiumräder und Elektrische Fensterheber. Außer der dritten Sitzreihe, Metallic-Lackierung und des Infotainmentsystems Nissan Connect (erweitertes Navigationssystem) inklusive Tempomat sind keine Extras bestellbar. Bei Markteinführung begann der Listenpreis für den Nissan Evalia ab 19.480 €.
Der Nissan Evalia wurde auch in einer Elektroversion mit fünf oder sieben Sitzen als e-NV200 Evalia angeboten. 